# Mauvaisin
Mauvaisin település Franciaországban, Haute-Garonne megyében. Lakosainak száma 221 fő (2022. január 1.). Mauvaisin Saint-Léon, Aignes, Auragne, Auterive és Cintegabelle községekkel határos.

## Népesség
A település népességének változása:
| Lakosok száma | 210  | 195  | 225  | 246  | 227  | 239  | 233  | 217  | 214  | 221  |
|               | 1968 | 1982 | 1990 | 2006 | 2013 | 2015 | 2017 | 2019 | 2020 | 2022 |